# Jebsheim
Jebsheim là một xã ở tỉnh Haut-Rhin trong vùng Grand Est ở đông bắc Pháp. Xã này có diện tích 14,85 km², dân số năm 1999 là 1096 người. Khu vực này có độ cao 182 mét trên mực nước biển.